# 金曲獎 (電視節目)
《金曲獎》是中國電視公司（中視）純歌唱音樂節目，1971年3月12日開播，1972年12月1日停播，以「鼓勵國內創作歌曲」為主旨，開放作曲者與作詞者投稿，再邀歌星發表及演唱，觀眾票選優良歌曲，在當時造成相當大的轟動。

## 提要
1970年，當時任職中視的製作人顧英德有鑑於當時台灣創作及演唱流行歌曲的風氣有待突破，遂會同東方廣告經理黃奇鏘向歌林公司提案製播《金曲獎》，同時邀請在中國廣播公司（中廣）音樂部工作的黃聲負責籌畫工作。《金曲獎》製作小組隨即尋找一個形象清新的人來擔任主持人，而當時淡江文理學院（今淡江大學）外文系畢業的洪小喬擔任第一屆「全國兒童合唱大會」司儀，穩健的台風使《金曲獎》製作小組留下深刻的印象；而《金曲獎》製作小組又得知洪小喬既會彈吉他又會唱歌，立刻與洪小喬簽約；洪小喬遂成為《金曲獎》主持人，《金曲獎》是洪小喬主持的第一個電視節目。1971年3月12日，《金曲獎》開播，標榜「創作、演唱我們自己的歌」，同時公開徵選詞曲，然後邀請甄選來的歌星演唱徵選來的創作歌曲，再依觀眾票選和評審評分合併計分決定得獎名次。觀眾票選佔總分60%，評審評分佔總分40%。
洪小喬在《金曲獎》中化名「金曲小姐」，在《金曲獎》開播後一年三個月內始終戴著一頂懸掛面紗的寬邊草帽半掩著臉，手抱吉他，當場修改投稿歌詞，並以修改後的歌詞來即興譜曲、當場自彈自唱，可見其創作功力。由於洪小喬喜愛台灣歌謠，洪小喬堅持《金曲獎》每集播一首台灣歌謠，這也是當時的創舉。
《金曲獎》每集平均可收到700至800件投稿作品與4萬封票選，播出期間總計選出約800首國語及台語歌曲，曲風多樣，而這種公開甄選及發表詞曲的方式是當時的創舉。受《金曲獎》影響，歌林公司成立「音樂出版部」（後獨立為歌林天龍音樂），並贊助中廣主辦「歌林之星」歌唱比賽，培植的歌星有蕭孋珠、胡立武、池秋美等。《金曲獎》票選出來的優良歌曲，歌林公司音樂出版部會聘請歌星共同演唱，錄製成為一系列的唱片。
《金曲獎》最初播出時間為每週五晚20:30～21:30，1971年7月10日起改為每週六21:30～22:30播出，1971年10月1日改為每週五21:00～22:00播出至停播；期間在1972年4月30日至1972年6月4日在週日上午9:00～10:00、以及1972年8月21日至1972年10月9日在週一下午也曾播出。
洪小喬離開《金曲獎》當天，她摘下草帽，以真面目示人，宣布離職。秦妮接任金曲小姐幾個月，《金曲獎》即宣告停播。1972年8月3日，洪小喬主持其前夫邱復生領導大世紀傳播製作、同樣由歌林公司贊助的臺灣電視公司（台視）純歌唱音樂節目《錦繡歌林》，播出時間為每週四21:00～21:30，內容以介紹各國民謠及發掘有潛力的演唱好手為主。2011年10月中旬，洪小喬在台視純歌唱音樂節目《金曲百老匯》中說，《錦繡歌林》除了介紹各國民謠之外，也設置〈你的歌〉單元提供台灣優秀歌者表現之園地。